# ₒ
Cette page contient des caractères spéciaux ou non latins. S’ils s’affichent mal (▯, ?, etc.), consultez la page d’aide Unicode.
ₒ, appelée o en indice, o inférieur ou lettre modificative o en indice, est un symbole utilisé dans la transcription indo-européenne ou dans l’alphabet phonétique ouralique d’Artturi Kannisto ou la variante d’Antti Sovijärvi et Reino Peltola. Il est formé de la lettre latine o mise en indice.

## Utilisation
Le o en indice est utilisé dans la transcription de l’indo-européen commun pour noter le timbre d’une laryngale. Franz Specht utilise notamment les lettres de voyelles souscrites dans Der Ursprung der indogermanischen Deklination pour noter une voyelle réduite.
Antti Sovijärvi et Reino Peltola utilisent le o en indice, dans l’alphabet phonétique ouralique, pour noter une prononciation rapprochée du o, e particulier la labialisation.

## Représentations informatiques
La lettre modificative o en indice peut être représentée avec les caractères Unicode suivants (extensions phonétiques) :
| formes       | représentations | chaînes de caractères | points de code | descriptions              | note                             |
| ------------ | --------------- | --------------------- | -------------- | ------------------------- | -------------------------------- |
| modificative | ₒ               | ₒ                     | U+2092         | indice lettre minuscule o | codée pour le symbole phonétique |

## Sources
- (en) Deborah Anderson et Michael Everson, Proposal to encode six Indo-Europeanist phonetic characters in the UCS (no N2788, L2/04-191), 7 juin 2002 (lire en ligne)
- (de) Artturi Kannisto, Zur Geschichte des Vokalismus der ersten Silbe im Wogulischen vom qualitativen Standpunkt, Helsinki, Druckerei der Finnischen Litteratur-Gesellschaft, 1919 (lire en ligne)
- W. P. Lehmann, « On Earlier Stages of the Indo-European Nominal Inflection », Language, vol. 34, no 2,‎ avril-juin 1958, p. 179-202 (JSTOR 410822)
- (en) Lisa Moore, « Indo-European laryngeals (A.16) », dans UTC #99 Minutes, 13 aout 2004 (lire en ligne)
- (de) Franz Specht, Der Ursprung der indogermanischen Deklination, Göttingen, 1943
- (fi) Antti Sovijärvi et Reino Peltola, Suomalais-ugrilainen tarkekirjoitus, Helsinki, coll. « Helsingin Yliopiston Fonetiikan Laitoksen Julkuaisua / Publicationes Instituti Phonetici Universitatis Helsingiensis » (no 9), 1970 (1re éd. 1953) (ISSN 0357-5217, lire en ligne)